# Calambá (Misamis Occidental)
Calambá es un municipio filipino de cuarta categoría, situado al norte de la isla de Mindanao. Forma parte de la provincia de Misamis Occidental situada en la Región Administrativa de Mindanao del Norte en cebuano Amihanang Mindanaw, también denominada Región X. 
Para las elecciones está encuadrado en el primer distrito electoral.

## Barrios
El municipio de Calamba se divide, a los efectos administrativos, en 19 barangayes o barrios, conforme a la siguiente relación:
| - Bonifacio - Bunaguán (Bunawan) - Calarán - Dapacán Alto - Dapacán Bajo | - Langub - Libertad - Magcamiguing - Mamalad - Mausguagón (Mauswagon) | - Población Norte - Salvador - San Isidro (San Isidro-San Pedro) - Siloy - Singalat | - Solinog - Población Suroeste - Sulipat - Don Bernardo Neri (Tres de Mayo) |  |

## Historia

### Influencia española
La provincia de Misamis, creada en 1818, formaba parte de la Capitanía General de Filipinas (1520-1898). Estaba dividida en cuatro partidos.
El Partido de Misamis comprendía los fuertes de Misamis y de Iligán además de Luculán e Initao.

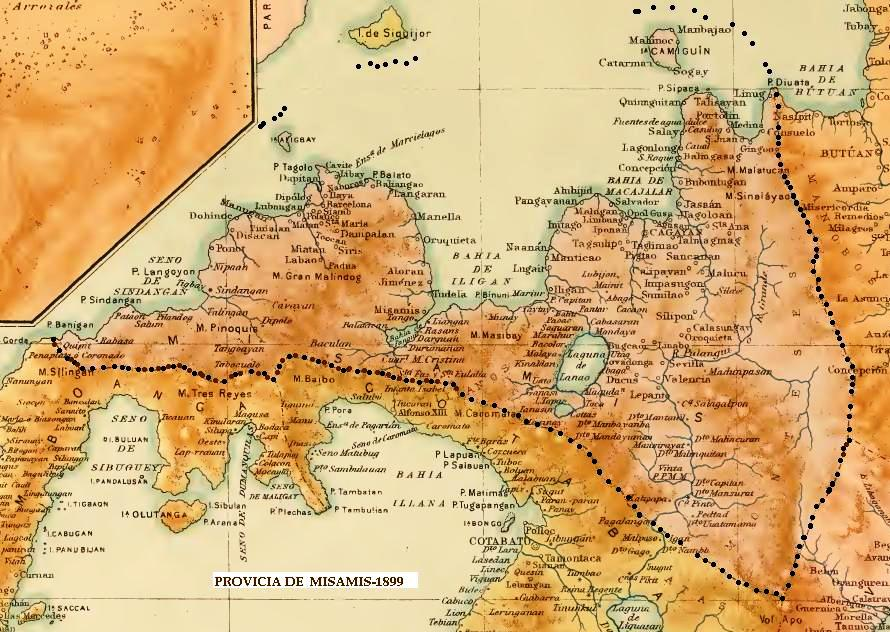
El distrito 2.º de Misamis en 1899.

A principios del siglo XX la isla de Mindanao se hallaba dividida en siete distritos o provincias, uno de los cuales era el distrito 2.º de Misamis, su capital era la villa de Cagayán de Misamis y del mismo dependía la comandancia de Dapitan.

### Ocupación estadounidense
El gobierno civil de la provincia de  Misamis fue establecido el 15 de mayo de 1901.
Calamba no figura en la relación de los municipios que figuran en la División Administrativa de Filipinas de 1916, ni tampoco en el plano del censo de 1918.
El 2 de noviembre de 1929, durante la ocupación estadounidense de Filipinas, la Misamis fue dividida en dos provincias: Misamis Oriental y Misamis Occidental.
Misamis Occidental comprende nueve municipios: Baliangao, López Jaén, Tudela, Clarín, Plaridel, Oroquieta, Alorán, Jiménez y Misamis.

### Independencia
El 3 de septiembre de 1947 fue creado el municipio de Calamba, formado por los barrios de Calamba, Libertad, Dapacan, Mauswagon, Sulipat, Bonifacio y Siloy; y los sitios de Laknapan, Sulipat, Calaran, Calaran Calamba, Magcamiguing Langob, Langob Buenavista, Bonawan, Dapacan Bonawan, Salvador, Saliak Sulipat, Napisik Sulipaty Baloncan Bonifacio, todos hasta ahora pertenecientes al municipio de Plaridel.
La primera sesión se celebra el 14 de febrero de 1948.